# Kriegskreuz (Belgien)

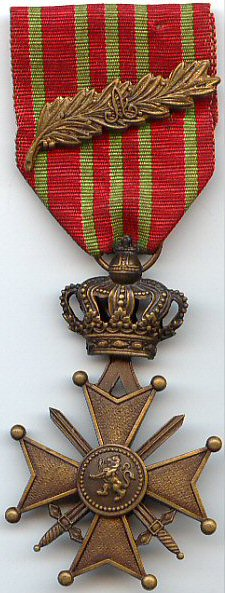
Belgisches Kriegskreuz mit Palme (1915)

Das Kriegskreuz (auch: Oorlogskruis oder Croix de Guerre) ist eine militärische Auszeichnung des Königreichs Belgien. Sie wurde zur Würdigung militärischer Verdienste im Ersten Weltkrieg gestiftet und während des Zweiten Weltkriegs erneuert.

## Stiftung und Verleihungsbedingungen
Das belgische Kriegskreuz wurde am 25. Oktober 1915 durch König Albert I. als Auszeichnung für Tapferkeit und andere militärische Verdienste auf dem Schlachtfeld gestiftet. Es ist den etwa gleichzeitig errichteten Kriegsauszeichnungen anderer Länder, etwa dem französischen Croix de guerre, vergleichbar. Die Auszeichnung konnte zunächst nur an Einzelpersonen verliehen werden. Neben besonderer Tapferkeit konnte das Kreuz auch für dreijährigen Fronteinsatz verliehen werden, für Freiwillige über 40 oder unter 16 Jahren bereits nach 18 Monaten Dienstzeit. Als weitere Anlässe für die Verleihung kamen das Ausscheiden aus dem Dienst wegen Verwundung, der Wiedereintritt in die Truppe nach Flucht aus Kriegsgefangenschaft oder sonstige gute Führung unter Gefechtsbedingungen in Betracht.
Während des Zweiten Weltkriegs erneuerte die belgische Exilregierung in London am 20. Juli 1940 die Auszeichnung, während der belgische König Leopold III. nach der Kapitulation unter Hausarrest und deutscher Kontrolle stand. Das erneuerte Kriegskreuz konnte nun neben Einzelpersonen auch an militärische Einheiten verliehen werden. Für diese Einheiten wurde separat eine Fourragère gestiftet. Diese durfte nur von Angehörigen der ausgezeichneten Einheit getragen werden, die zum Zeitpunkt der Verleihung in dieser Dienst taten. Die Fourragère konnte nach zweimaliger Dekoration der Einheit mit dem Kriegskreuz verliehen werden, wobei die Verleihung nicht automatisch erfolgte, sondern eines eigenen Dekrets bedurfte.
Zum Kriegskreuz wurden Bandauflagen in Form von Palmzweigen mit der Initiale des Königs (1915: A; 1940: L) und Löwenmedaillons gestiftet, die für namentliche Erwähnungen in den Truppenberichten verliehen wurden. Die Bandauflagen wiesen auf die Rangstufe des Truppenteils hin, in dessen Bericht die Erwähnung erfolgte. Für mehrere Erwähnungen wurden entsprechend weitere Auflagen verliehen.
- Bronzener Löwe: Erwähnung im Regimentsbericht
- Silberner Löwe: Erwähnung im Brigadebericht
- Goldener Löwe: Erwähnung im Divisionsbericht
- Bronzene Palme: Erwähnung im Armeebericht
- Silberne Palme: für fünf bronzene Palmen
- Goldene Palme: für fünf silberne Palmen

Nach dem Zweiten Weltkrieg wurde das Kriegskreuz am 3. April 1954 erneut gestiftet, wobei kein Bezug zu einem konkreten Konflikt hergestellt wurde. Diese Ausführung wurde bisher nicht verliehen.

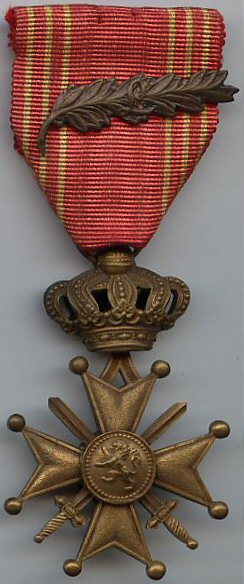
Belgisches Kriegskreuz mit Palme (1940)
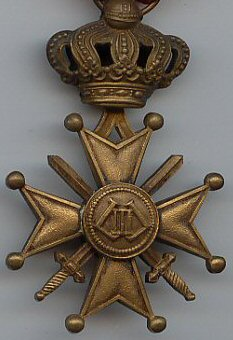
Belgisches Kriegskreuz, Rückseite (1940)
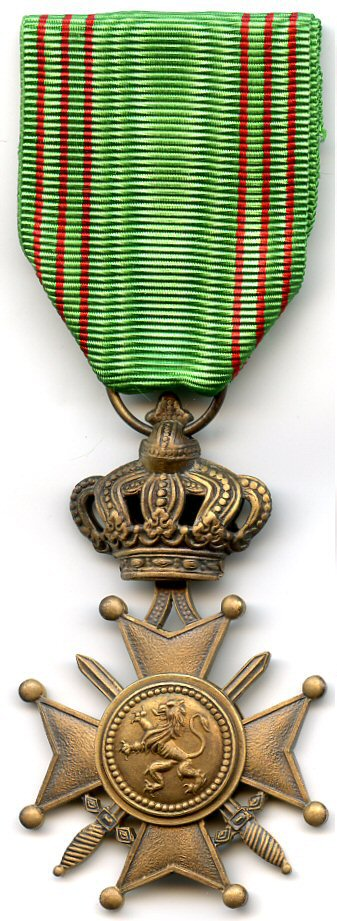
Belgisches Kriegskreuz (nach 1954)

## Aussehen und Trageweise
Die Dekoration ist ein 40 Millimeter hohes Malteserkreuz mit Kügelchen auf den Kreuzspitzen. Durch die Kreuzwinkel verlaufen zwei gekreuzte Schwerter. Das Medaillon zeigt das belgische Wappentier, den Brabanter Löwen. Auf der Rückseite findet sich im Medaillon das Monogramm König Alberts I. (Ausführung 1915) beziehungsweise Leopolds III. (Ausführung 1940). Mit einem zweiteiligen Steg verbunden, steht über dem Kreuz die Königskrone, die oben den Ring als Verbindung zum Band trägt. Die Gesamthöhe des Kleinods beträgt 65 Millimeter.
Das Band der Ausführung von 1915 ist rot und trägt fünf hellgrüne Streifen. Davon befinden sich drei, im Abstand von jeweils drei Millimetern, in der Bandmitte und zwei jeweils drei Millimeter vom Rand entfernt. In der Ausführung von 1940 sind sechs hellgrüne Streifen mit jeweils zwei Millimeter Abstand auf beiden Bandseiten angebracht, beginnend zwei Millimeter vom Rand. Die Auszeichnung von 1954 kehrt die Farbfolge um und trägt sechs rote Streifen auf hellgrünem Band.
Getragen wird die Auszeichnung am Band oder als Bandspange auf der linken Brustseite.